# Ménald de Martory
Ménald de Martory, ou de Montori, ou de Martres, mort en 1548, est un prélat français du XVIe siècle, évêque de Tarbes puis de Couserans. 

## Biographie
Ménald de Martory est évêque de Tarbes de 1514 à 1524. Le roi le laisse à Milan pour y gérer les affaires ecclésiastiques après la prise de la ville par le roi de France François Ier. Il est connu comme un homme avare, dur et présomptueux et il se conduit si mal dans le Milanais notamment en levant des contributions, qu'il est obligé de se retirer. 
Il devient ensuite évêque de Couserans. Ménald de Martory est tuteur de Henri de Foix en 1533. 